# 魯爾·埃賓圖薩
魯爾·埃賓圖薩（西班牙語：Raúl Albentosa；1988年9月7日—）是一位西班牙足球運動員。在場上的位置是中後衛。他現在效力於西乙球隊拉科鲁尼亚外借至塔拉戈納。